# Betula purpusii
Betula purpusii är en björkväxtart som beskrevs av Camillo Karl Schneider. Betula purpusii ingår i släktet björkar, och familjen björkväxter. Inga underarter finns listade.